# X-Men: First Class
X-Men: First Class er en britisk-amerikansk superheltefilm fra 2011, instrueret af Matthew Vaughn. Filmen er baseret på tegneserierne fra Marvel Comics og en forløber til X-Men-filmserien. 
Filmen forgår primært i 1962 under Cubakrisen og fokuserer på forholdet mellem Professor X og Magneto og oprindelsen af deres grupper, X-Men og Brotherhood of Mutants. I filmen medvirker James McAvoy som Professor X og Michael Fassbender som Magneto. Andre rollemedlemmer omfatter Kevin Bacon, January Jones, Rose Byrne, Jennifer Lawrence, Zoë Kravitz, Nicholas Hoult og Lucas Till. Størstedelen af filmen blev optaget i England og dele af USA.

## Handling
I en tysk koncentrationslejr i det besatte Polen i 1944, observerer videnskabsmanden Dr. Schmidt den unge Erik Lensherr bøje en metalport med tankernes kraft, da barnet adskilles fra sine forældre. På sit kontor beordres Lensherr af Schmidt ligeledes til flytte en metalmønt på et skrivebord, men dræber hans mor, da barnet ikke kan. Lensherrs magnetiske kraft, der er ude af kontrol, viser sig, dræber to vagter og ødelægger rummet til Schmidts glæde. I mellemtiden, i et hus i Westchester County i New York, møder den unge telepat Charles Xavier den unge hjemløse form-skifter Raven. Overlykkelig over at møde en anden anderledes som sig selv, indbyder han hende til at bo sammen med sin familie.
I 1962 er en voksen Lensherr begyndt at opspore tidligere nazister i håbet om at finde Schmidt og tage hævn. I mellemtiden, i England får Xavier sit diplom fra Oxford University og udgiver sin afhandling om mutationen, og hans plejesøster Raven, en servitrice, bor sammen med ham. I Las Vegas i Nevada følger CIA-agent Moira MacTaggert en oberst fra USA, Hendry, i Hellfire Club, hvor hun ser Sebastian Shaw, Emma Frost, og Azazel. Efter Shaw truer Hendry, forsvinder Azazel med officeren og øjeblikket senere er Hendry i det såkaldte War Room, hvor han anbefaler, at USA installerer atommissiler i Tyrkiet. Shaw dræber senere Hendry og afslører sig selv som Schmidt og demonstrerer sin energi-absorberende mutantmagt.
MacTaggert, der søger Xaviers råd om mutation, introducerer ham og Raven til CIA, hvor de overbeviser direktør McCone om, at mutanter findes, og om Shaw er en trussel. Selvom McCone nægter at ansætte mutanter, er de sponsoreret af den unavngivne "Man in Black Suit", en anden udøvende magt fra CIA. Xavier sporer Shaw og ankommer i tide til at rede Lensherr i et angreb på Shaw, som denne undslipper, fra at drukne. Xavier bringer Lensherr til CIA's hemmelige "Division X"-facilitet. De møder den unge videnskabsmand Hank McCoy, en mutant med dyrelignende fødder, hvem Xavier utilsigtet påpeger som en mutant. McCoy udvikler et forhold til Raven og lover hende, at han vil finde en måde at normalisere deres udseende. Xavier bruger en mutant-lokaliseringsenhed ved navn Cerebro (Hjerne på spansk), til at finde og rekruttere mutanter til træning for at stoppe Shaw. Han og Lensherr finder stripperen Angel Salvadore, taxachaufføren Armando Muñoz, der tager kodenavnet Darwin, krigsfangen Alex Summers, der kalder sig selv for Havok, og Sean Cassidy, der døber sig selv Banshee. Raven tager navnet Mystique.
Da Frost mødes med en sovjetisk generel, fanger Xavier og Lensherr hende. I mellemtiden, angriber Azazel, Riptide og Shaw Division X og dræber alle, udover de unge mutanter og tilbyder dem en chance for at slutte sig til ham. Angel accepterer, og da Darwin forsøger at redde hende, dræber Shaw ham. Da bygningen nu er ødelagt, tager Xavier mutanterne med sig til sit familiepalæ for at træne dem. McCoy udtænker beskyttende uniformer og et fly.
Under Cuba-krisen instituerer præsident John F. Kennedy en blokade for at stoppe et sovjetisk fragtskib fra at transportere atommissiler til Cuba. Shaw, iført en hjelm, der blokerer Xaviers telepati, følger med den sovjetiske flåde for at sikre missilernes ankomst og forsøger at udløse en tredje verdenskrig og mutantoverlegenhed. Raven forsøger at forføre Lensherr, men han ignorerer hendes tilnærmelser og overbeviser hende om at omfavne hendes natur som en mutant. McCoy tilbyder snart Raven en helbredelse imod hendes udseende, men hun nægter. Kuren giver bagslag for McCoy, der gør ham til et løveagtigt bæst. Selvom han skammer sig over sit nye udseende, flyver han mutanterne og MacTaggert til blokadelinjen. I en efterfølgende kamp med Shaw får Lensherr hjelmen til sig selv, så Xavier kan immobilisere Shaw. På trods af Xaviers indvendinger dræber Lensherr Shaw ved at tvinge koncentrationslejrmønten gennem hans hjerne.
Af frygt for mutanter, skyder ildflåderne deres missiler mod dem. I en kamp holder Xavier Lensherr fra at ødelægge flåderne ved at returnere missilerne, men da MacTaggert skyder på Lensherr, afbøjes en kugle og rammer Xavier i rygsøjlen. Lensherr, der er angerfuld, forlader stedet med Mystique, Angel, Riptide og Azazel. En kørestol-bundet Xavier og mutanterne vender tilbage til palæet, hvor han har til hensigt at åbne en skole. MacTaggert lover aldrig at afsløre hans placering og de kysser. Hos CIA senere, siger hun at hun ikke har nogen klar erindring om de seneste begivenheder. Lensherr, der er iført en uniform med hjelm og kalder sig Magneto, løslader Frost fra sit fængsel.

## Medvirkende
- James McAvoy – Charles Xavier/Professor X
- Michael Fassbender – Eric Lehnsherr/Magneto
- Jennifer Lawrence – Raven Darkholme/Mystique
- Nicholas Hoult – Dr. Henry "Hank" McCoy/Beast
- Rose Byrne – Dr. Moira MacTaggert
- Kevin Bacon – Sebastian Shaw/Black King
- Oliver Platt – Man in Black Suit
- Álex González – Janos Quested/Riptide
- Jason Flemyng – Azazel
- Zoë Kravitz – Angel Salvadore
- January Jones – Emma Frost/White Queen
- Caleb Landry Jones – Sean Cassidy/Banshee
- Edi Gathegi – Armando Muñoz/Darwin
- Lucas Till – Alex Summers/Havok

Optrædener
- Hugh Jackman – James "Logan" Howlett/Wolverine
- Rebecca Romijn – Raven Darkholme/Mystique (voksen)